# بيتر جاكوبسون
بيتر جاكوبسون (بالإنجليزية: Peter Jacobson)‏ هو ممثل أمريكي، ولد في 24 مارس 1965 بشيكاغو في الولايات المتحدة. بدأ مشواره المهني سنة 1993.

## أعمال

### أفلام
- (1994) يمكن أن يحدث لك[5]
- (1997) أفضل ما يمكن حصوله
- (1997) نظرية المؤامرة[6]
- (1998) دعوى مدنية[7]
- (2005) دومينو[8]
- (2009) ما الذي حدث للتو؟[9]
- (2013) البيت الأبيض سقط[10]
- (2019) الحسون

### مسلسلات
- العبقري
- المستعمرة
- ذا غود وايف
- ميامي
- هاوس

## وصلات خارجية
- بيتر جاكوبسون على موقع IMDb (الإنجليزية)
- بيتر جاكوبسون على موقع روتن توميتوز (الإنجليزية)
- بيتر جاكوبسون على موقع ألو سيني (الفرنسية)
- بيتر جاكوبسون على موقع أول موفي (الإنجليزية)
- بيتر جاكوبسون على موقع قاعدة بيانات الأفلام السويدية (السويدية)
- بيتر جاكوبسون على موقع إن إن دي بي (الإنجليزية)
- بيتر جاكوبسون على موقع قاعدة بيانات الفيلم (الإنجليزية)
- بيتر جاكوبسون على موقع كينوبويسك (الروسية)